# Croix d'Amathay-Vésigneux
La Croix d'Amathay-Vésigneux est une croix du XVe siècle située sur la commune d'Amathay-Vésigneux dans le département français du Doubs.

## Histoire
La croix, du XVe siècle, a été classée aux monuments historiques le 21 mars 1910.

## Description

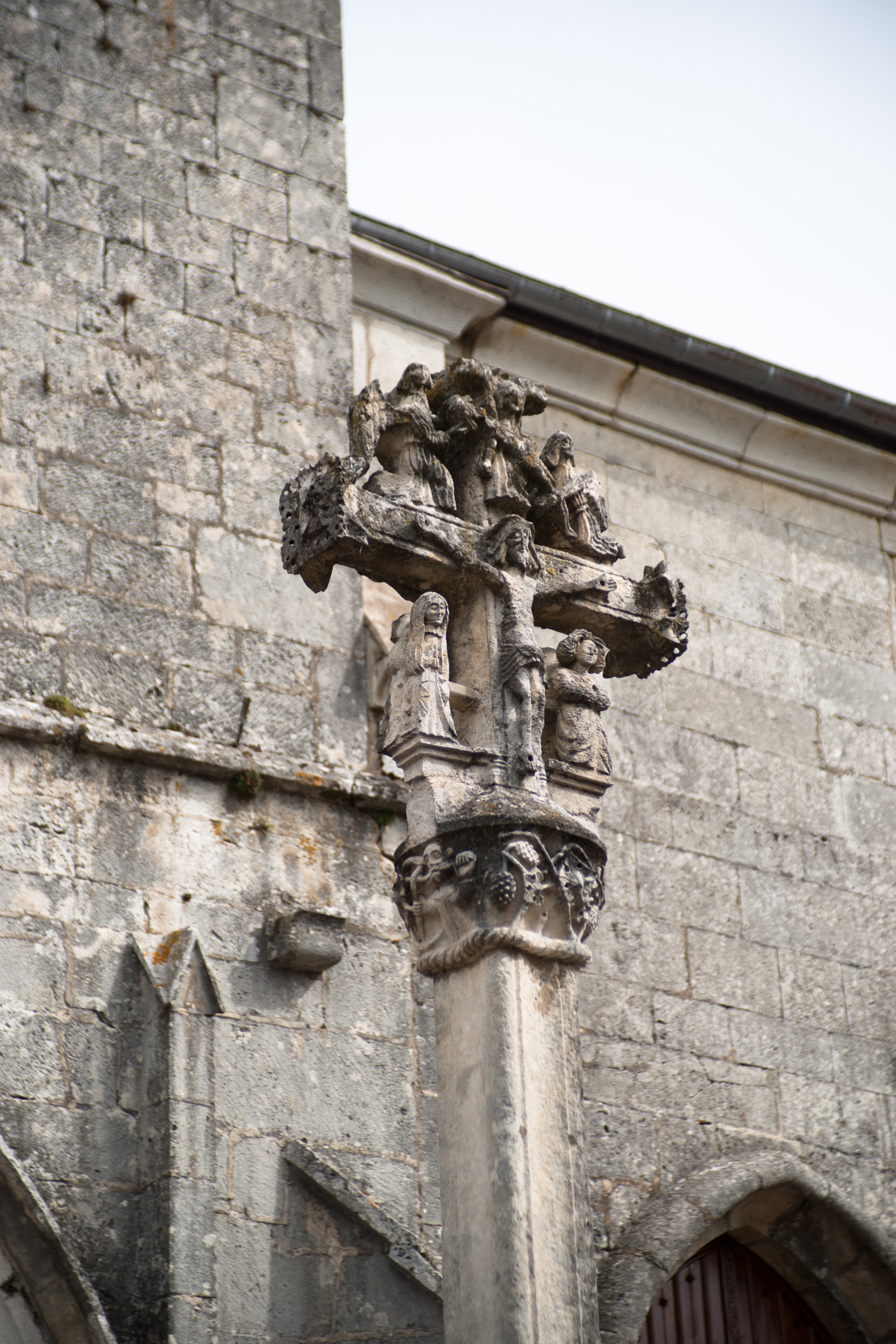
Détail de la croix.

La croix est une des rares croix antérieures au XVIIe siècle parvenues jusqu'à nous. D'une hauteur de 5 mètres, la croix représente un Christ en croix, la Vierge, saint Jean et un ange.